# 阿纳斯塔西娅·萨洛斯
阿纳斯塔西娅·马克西莫芙娜·萨洛斯（2002年2月18日—），俄罗斯、白俄罗斯艺术体操运动员，2019年世界艺术体操锦标赛团体铜牌得主、2021年世界艺术体操锦标赛团体和棒操铜牌得主。